# Barbus lineomaculatus
Barbus lineomaculatus es una especie de peces de la familia de los Cyprinidae en el orden de los Cypriniformes.

## Morfología
Los machos pueden llegar alcanzar los 8,6 cm de longitud total.

## Hábitat
Es un pez de agua dulce.

## Distribución geográfica
Se encuentran en África: ríos Cunene, Okavango, Zambeze y Limpopo. Es común en Zimbabue y Zambia. También está presente en África Central y Oriental. 